# Doogie Howser, lekarz medycyny
Doogie Howser, lekarz medycyny (Doogie Howser, M.D.) – amerykański serial telewizyjny z  Neilem Patrickiem Harrisem w roli tytułowej.

## Opis fabuły
Doogie Howser był genialnym sześciolatkiem, gdy gazety zaczęły o nim pisać. Później obserwowały dalszy jego rozwój. Szybko został studentem, aż w wieku czternastu lat lekarzem z prawem do wykonywania zawodu. Gazeta pisała o tym: Nie wolno mu kupić piwa, ale może przepisywać morfinę. Serial emitowany po raz pierwszy na przełomie lat 80. i 90.